# Château de l'Orangerie (Potsdam)
Le château de l'Orangerie (en allemand : Orangerieschloss) se situe au nord du parc de Sanssouci, à Potsdam. Ce bâtiment, imposant par sa taille (il mesure 300 mètres de longueur) est le dernier édifice construit dans le domaine royal de Sanssouci. Sa construction a débuté en 1851 et s'est terminée en 1864.
Il fut ordonné par Frédéric-Guillaume IV, à partir de dessins que le roi avait lui-même dessinés. Parmi les somptueux appartements occupés par le tsar Nicolas Ier et son épouse, on remarquera particulièrement la salle en malachite. Comme la Friedenskirche, une église elle aussi située à Potsdam, l'Orangerie s'inspire de Rome, et plus particulièrement de la Villa Médicis.

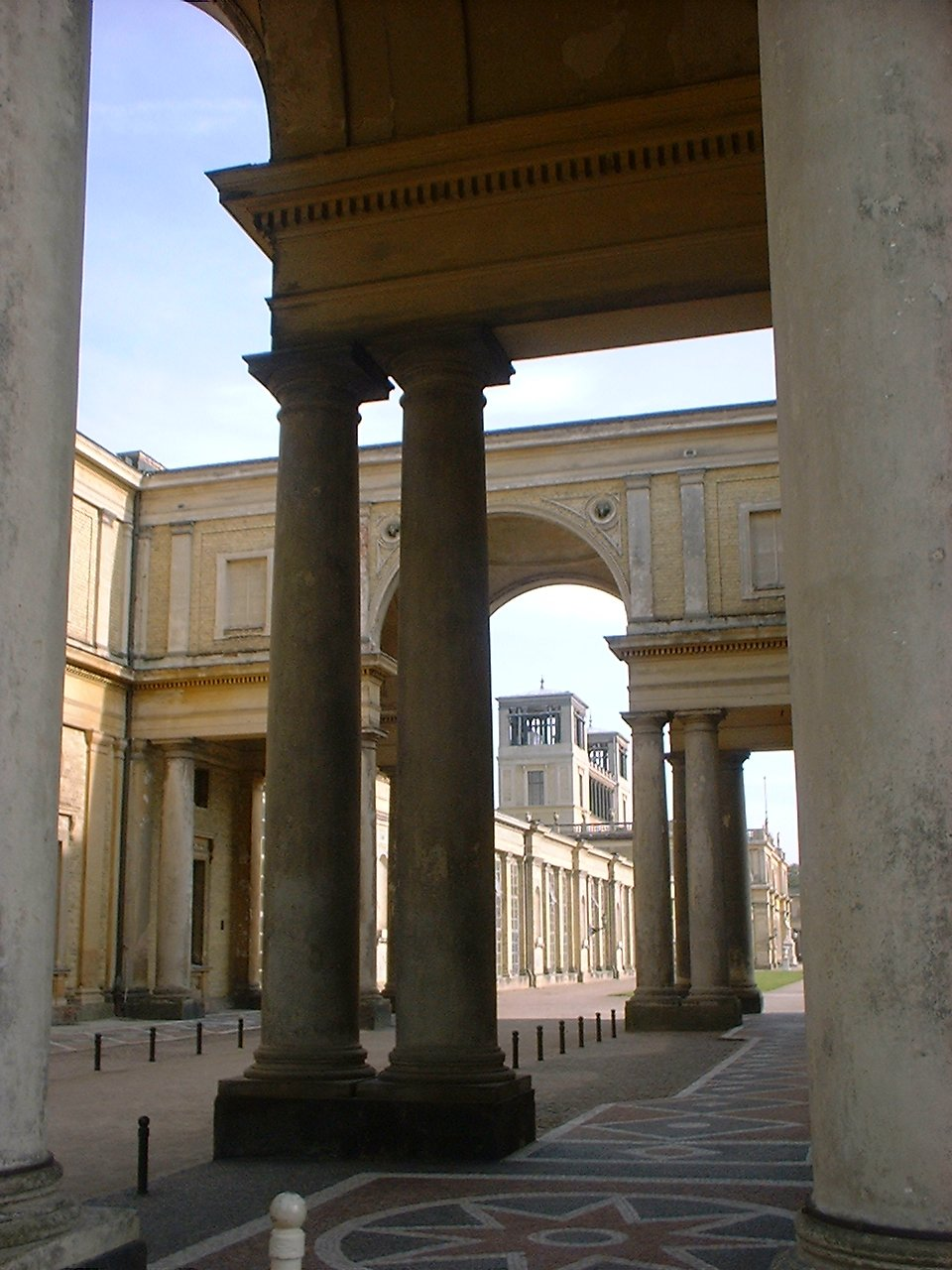
L'Orangerie.
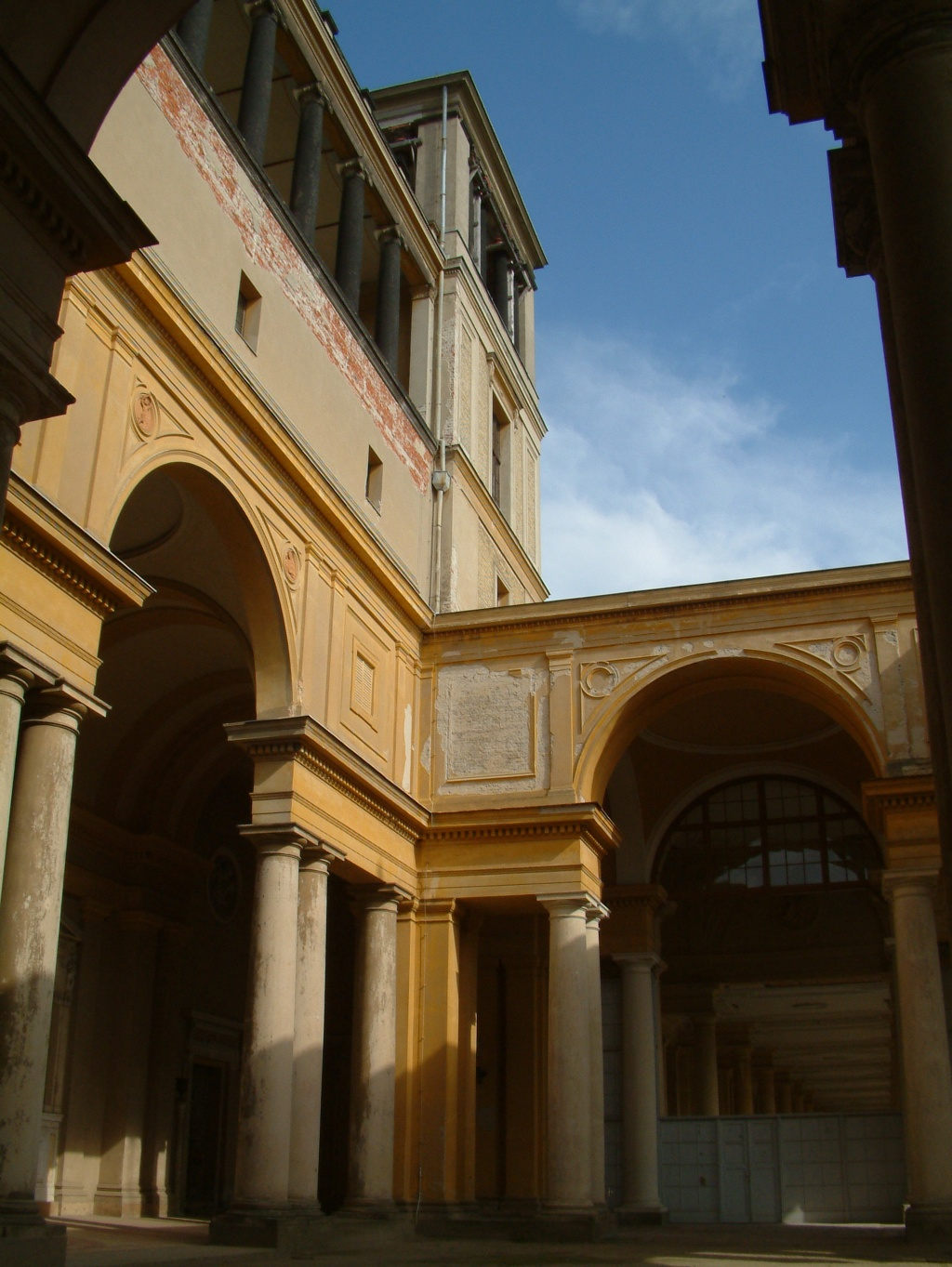
L'Orangerie.
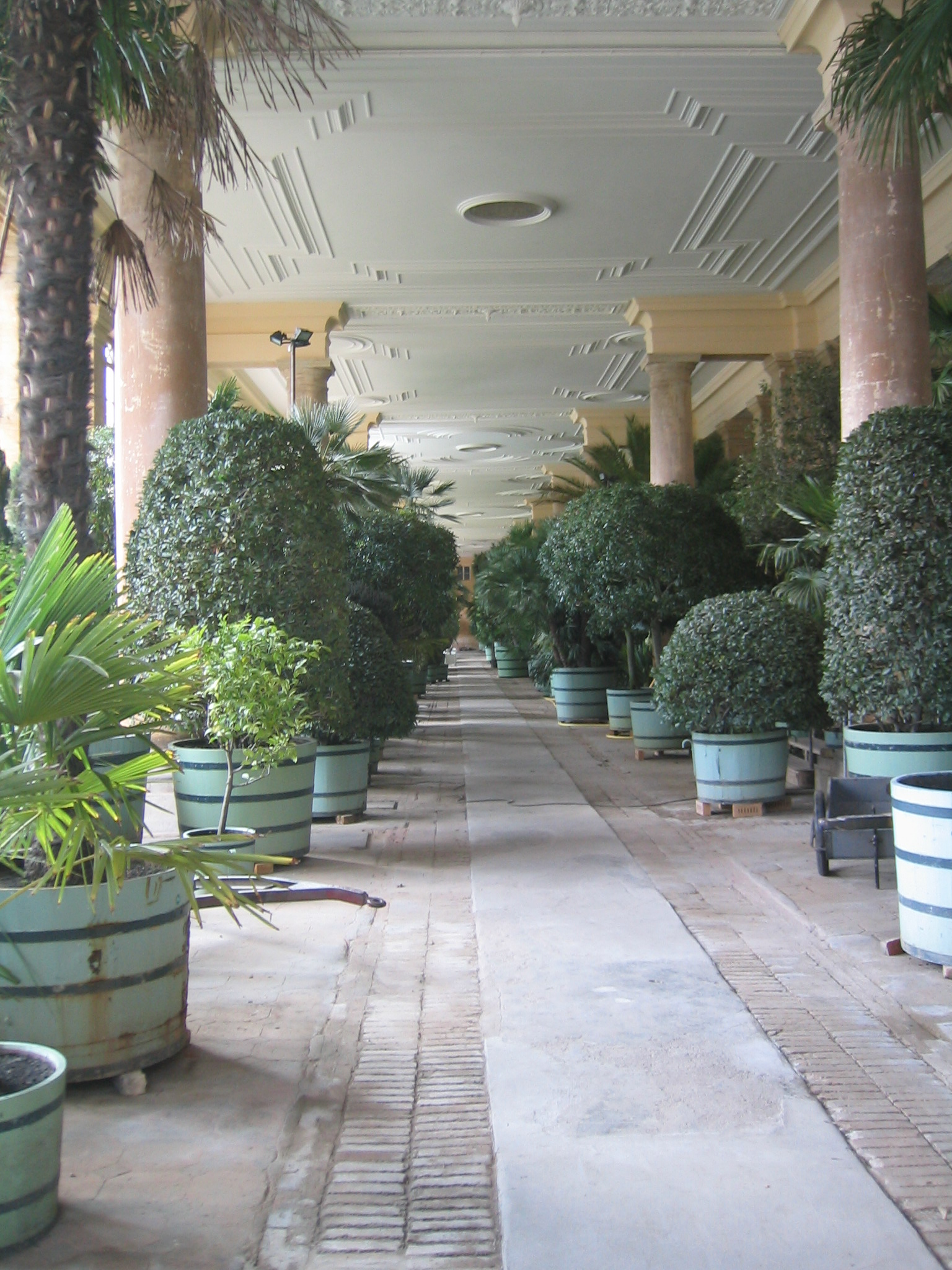
L'intérieur de l'Orangerie.
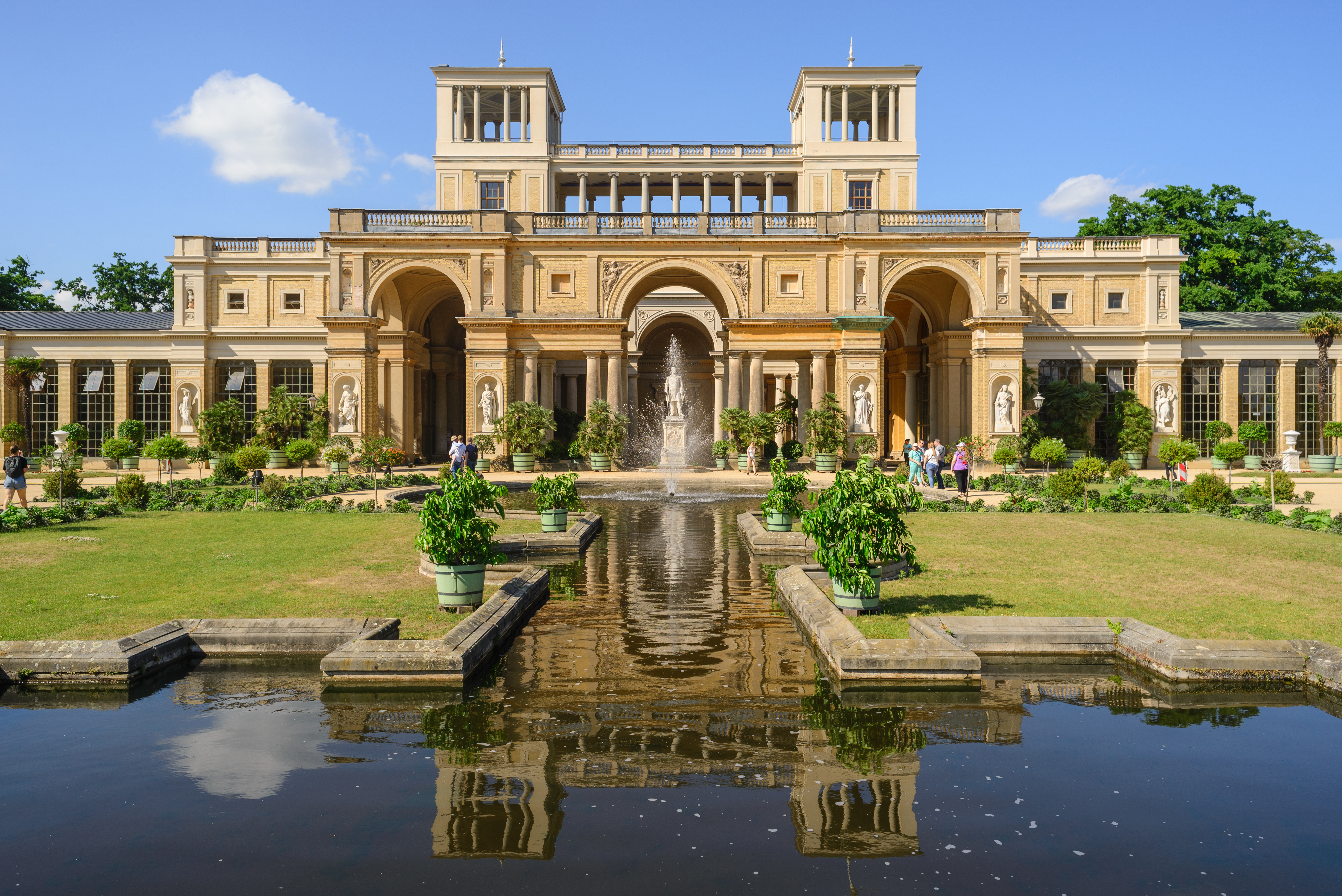
L'Orangerie.